# Liste der Monuments historiques in L’Étang-Vergy
Die Liste der Monuments historiques in L’Étang-Vergy führt die Monuments historiques in der französischen Gemeinde L’Étang-Vergy auf.

## Liste der Objekte
| Bezeichnung | Beschreibung                                                                    | Standort                                 | Kennzeichnung | Schutzstatus | Datum | Bild |
| ----------- | ------------------------------------------------------------------------------- | ---------------------------------------- | ------------- | ------------ | ----- | ---- |
| Antependium | Marmor, 15. Jahrhundert; ursprünglich Teil des Grabmals der Familie Bauffremont | in der Kirche St-Charles-Borromée (Lage) | PM21001063    | Classé       | 1923  |      |